# Eglinton (rivière)
Pour les articles homonymes, voir Eglinton.
La rivière Eglinton  , (en anglais : Eglinton River)  est  un cours d’eau situé dans la région des Southland  au sud-ouest de l’Île du Sud de la Nouvelle-Zélande.

## Géographie
Elle s’écoule  à travers le Parc national de Fiordland sur 50 kilomètres. Sa source est située au niveau du lac Gunn (en), à 25 kilomètres à l’est de Milford Sound, et elle s’écoule  généralement vers le sud  avant d’entrer dans le lac Te Anau, le long de la berge est du lac, à l’opposé de l’entrée du  Fiord Nord.

## Accès
Sur la plus grande partie de son parcours, la rivière Eglinton est accompagnée par la seule route de la région, la State Highway 94/S H 94 (en) allant de « Te Anau » à « Milford Sound » .La route, qui est maintenant la Highway 94, fut construite en 1935, ouvrant la  vallée aux visiteurs. L’extrémité sud du chemin de randonnée nommé : Milford Track est localisée tout près de la rivière Eglinton.

## Histoire
Les premiers Européens à explorer la rivière furent David McKellar et George Gunn, en 1861.
Le nom de la rivière a été donné d’après le nom de Archibald Montgomerie (13e comte d'Eglinton) par James McKerrow (en), un géomètre d’Otago.

## Relief et Activités de loisir
La rivière, qui s’écoule du lac est petite quand elle quitte le lac Gunn mais est grandement gonflée par la ‘Cascade Creek‘ , qui la rejoint au sud du lac. Il y a des gorges courtes entre le lac Gunn et Cascade Creek, et au-delà  de sa jonction avec ‘Walker Creek’. Alors que la rivière est le lieu de descentes en kayak à partir de Cascade Creek, il n’y a plus assez d’eau habituellement à ce niveau  et le Kayak de rivière est plus commun dans la jonction avec la branche Est.
Les  truites arc en ciel et les truites brunes sont nombreuses dans le lit de la rivière jusqu’au-dessus de Cascade Creek. Les cerfs sont aussi chassés dans cette région et des cochons sauvages  peuvent  être retrouvés près de l’embouchure de la rivière.